# Плоске (Борисовський район)
Плоске (біл. вёска Плоскае) — село в складі Борисовського району Мінської області, Білорусь. Село належало Забашевичівській сільській раді, розташоване в східній частині області.
Рішенням Мінської обласної ради депутатів від 28 травня 2013 року, щодо змін адміністративно-територіального устрою Мінської області, село Плоске підпорядковане Гливинській сільській раді.